# Akron (Indiana)
Akron è una città degli Stati Uniti d'America, nella Contea di Fulton, nello Stato dell'Indiana.
La popolazione era di 1.076 abitanti al censimento del 2000.

## Storia
Akron originariamente si chiamava Newark, nome che gli fu dato da coloni che provenivano dall'omonima città dell'Ohio; cambiò nome in Akron nel 1855, lo stesso di un'altra città omonima dell'Ohio. Fu fondata dal dottor Joseph Sippy il 4 luglio 1836 quando portò un gruppo di coloni in quello che allora era l'incrocio dei sentieri delle tribù dei Pottawatomie e Miami. Il primo edificio fu costruito dove ora si trova la chiesa metodista. La casa del dottor Sippy, che un tempo si trovava dall'altra parte della strada rispetto a Viking Foods, era una fermata della Ferrovia Sotterranea.